# Grubine
Grubine är ett samhälle i Kroatien.   Det ligger i länet Dalmatien, i den sydöstra delen av landet, 280 km söder om huvudstaden Zagreb. Grubine ligger 354 meter över havet och antalet invånare är 1 012.
Terrängen runt Grubine är kuperad. Runt Grubine är det ganska tätbefolkat, med 192 invånare per kvadratkilometer. Närmaste större samhälle är Makarska, 17,6 km sydväst om Grubine. Omgivningarna runt Grubine är en mosaik av jordbruksmark och naturlig växtlighet.